# Psylla aceris
Psylla aceris är en insektsart som beskrevs av Loginova 1964. Psylla aceris ingår i släktet Psylla och familjen rundbladloppor. Inga underarter finns listade i Catalogue of Life.